# Yamaha BT 1100
Yamaha BT 1100 Bulldog je motocykl kategorie naked bike, vyvinutý firmou Yamaha, vyráběný v Itálii v letech 2001–2006.
Motocykl je určen spíše vyznavačům klidné a pohodové jízdy díky dvouválci do V, který byl prověřen v modelech Yamaha XV 1100 Virago a Yamaha TR 1. Vzduchem chlazený motor do V s dvouventilovou technikou odvádí nejlepší práci již pod hranicí 3000 otáček a ve spojení s pohodlnou ergonomií a bezúdržbovým kardanem dělá z motocyklu příjemný cestovní koráb. Předností je technika nenáročná na údržbu, výkonné brzdy, pohodlný posaz a dobré zpracování, nevýhodou naopak měkká přední vidlice, netěsnící přístroje (do roku 2005) a volnoběžka startéru občas náchylná k poruchám.

## Technické parametry
- Rám: páteřový ocelový
- Suchá hmotnost: 229,5 kg (233 kg od 2005)
- Pohotovostní hmotnost: 251 kg (256 kg od 2005)
- Maximální rychlost: 174 km/hod
- Spotřeba paliva: 5,1–5,7 l/100 km

## Fotogalerie

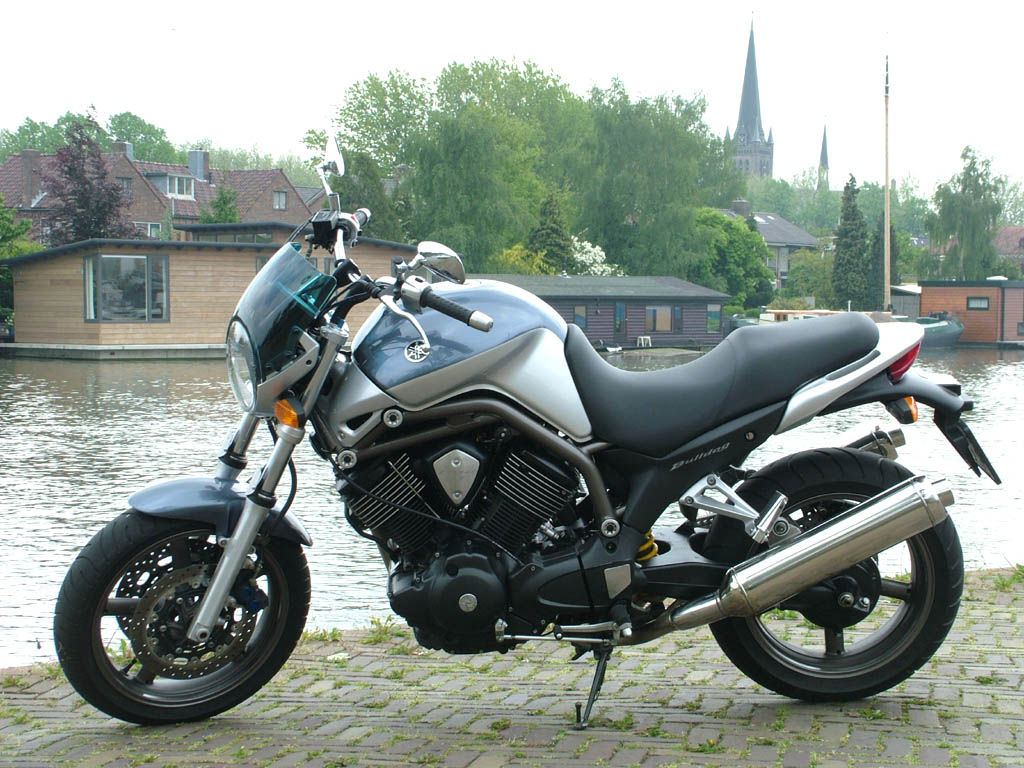
Yamaha BT 1100 Bulldog
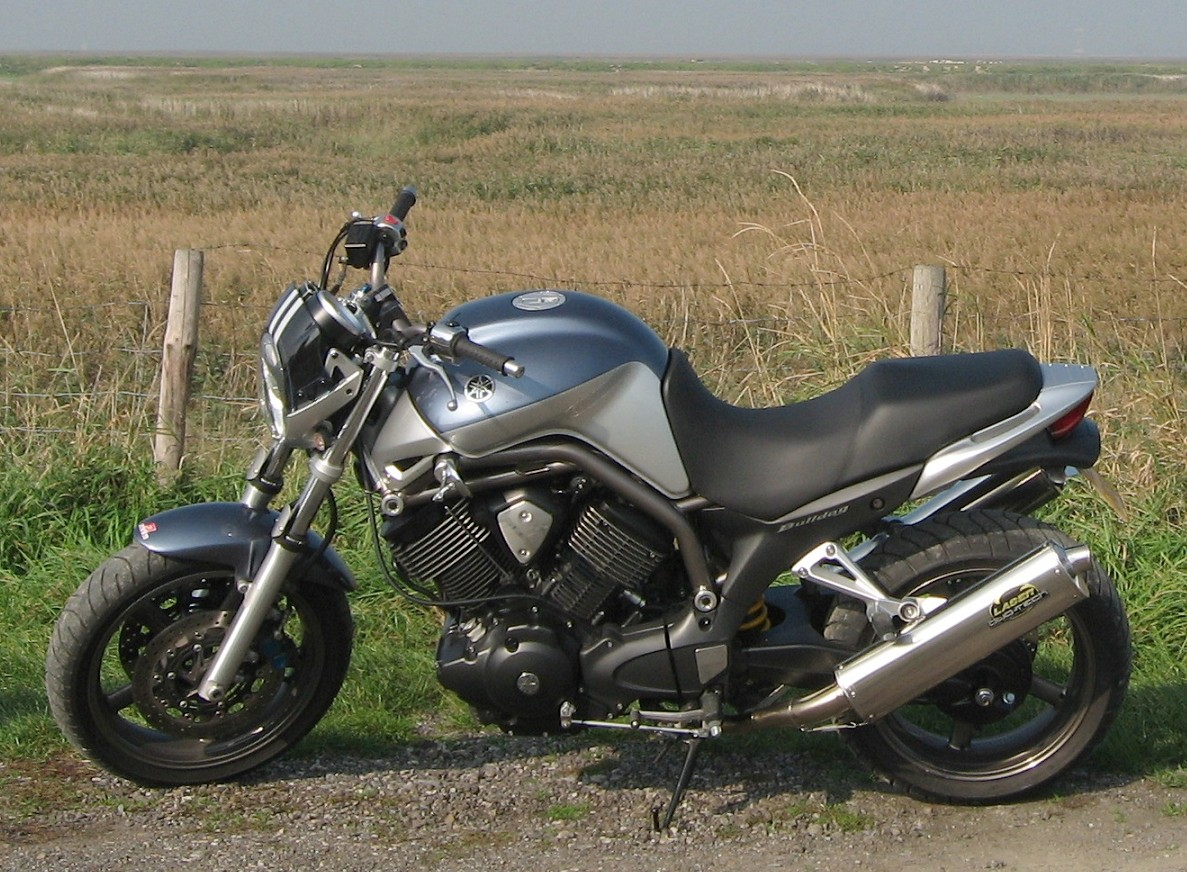
Yamaha BT 1100 Bulldog
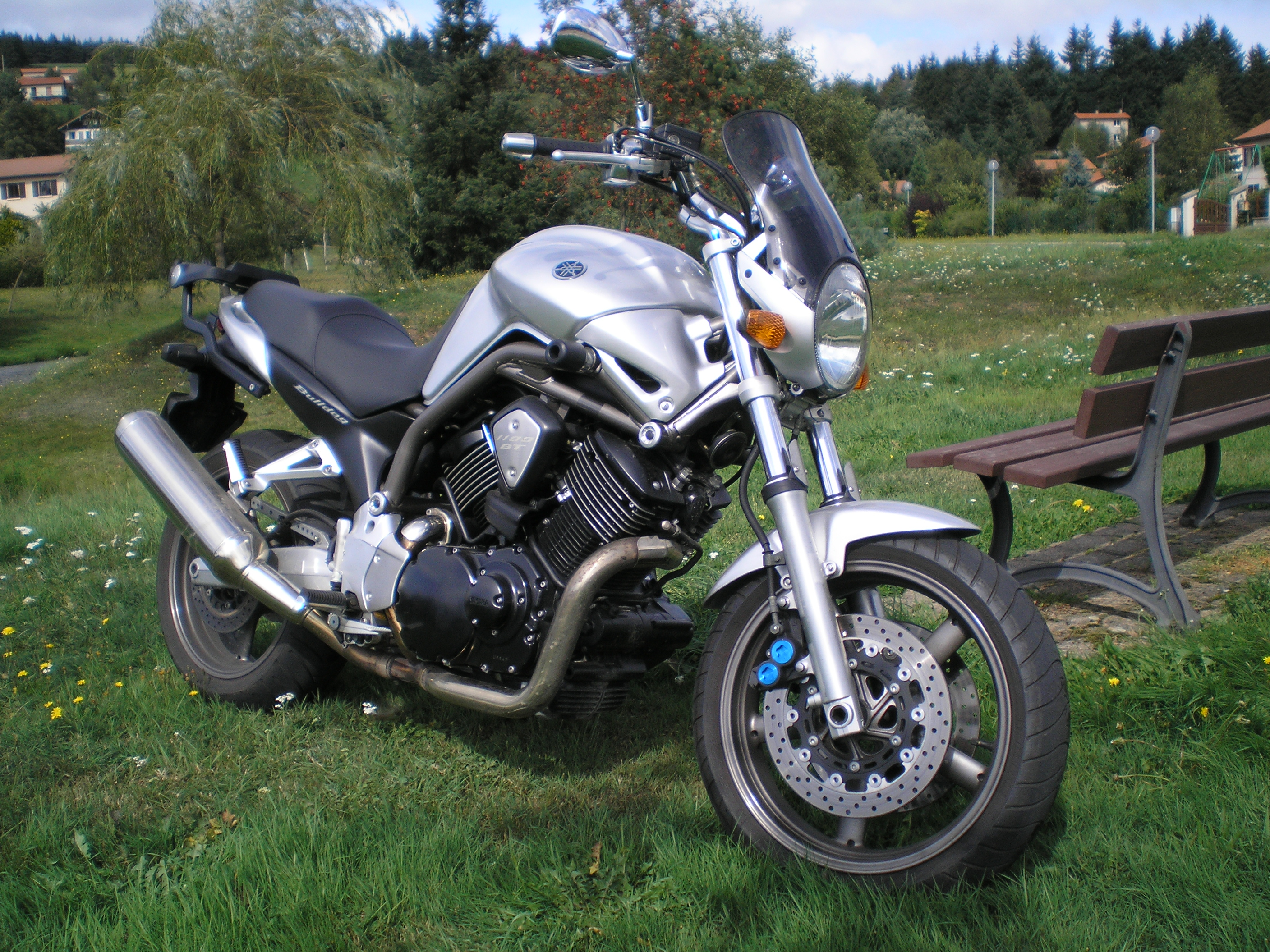
Yamaha BT 1100 Bulldog
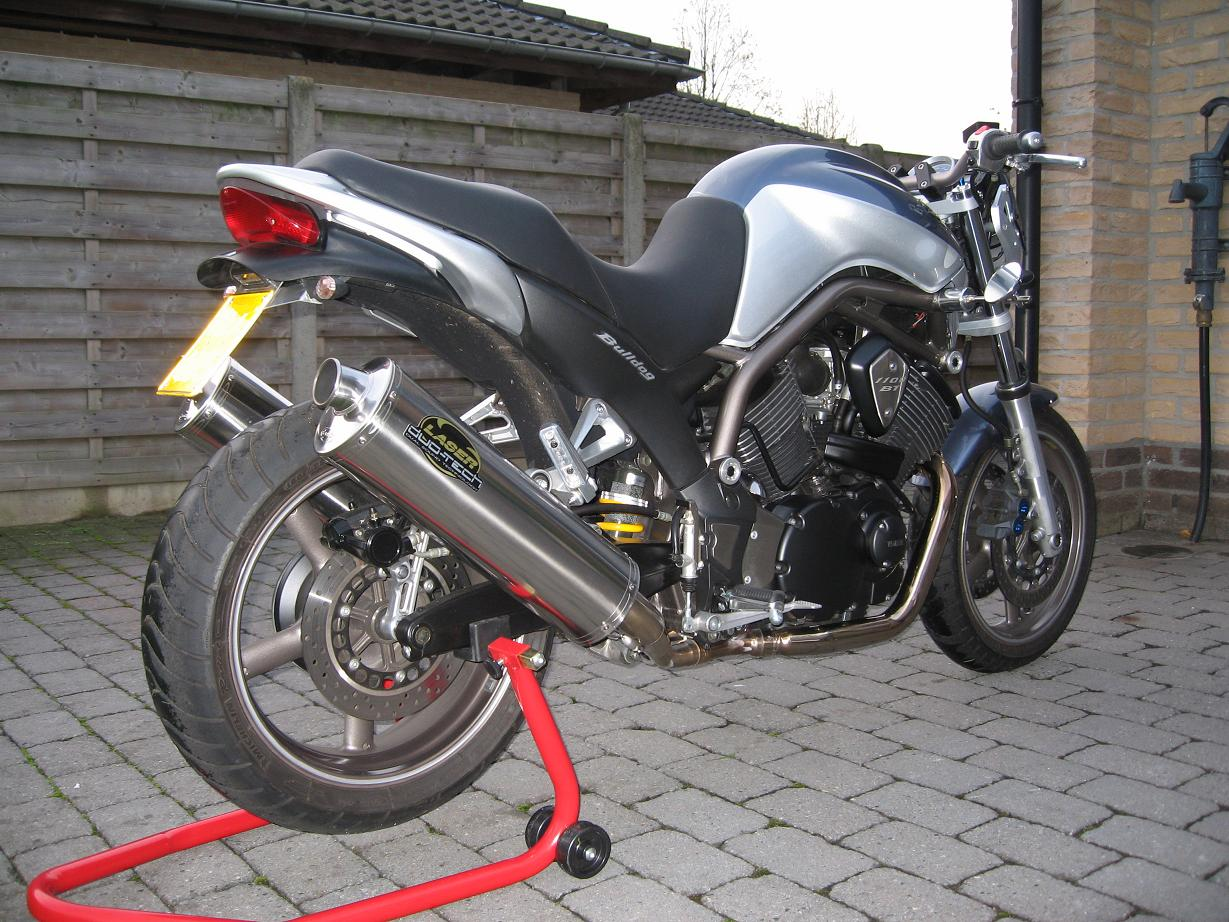
Bulldog zezadu
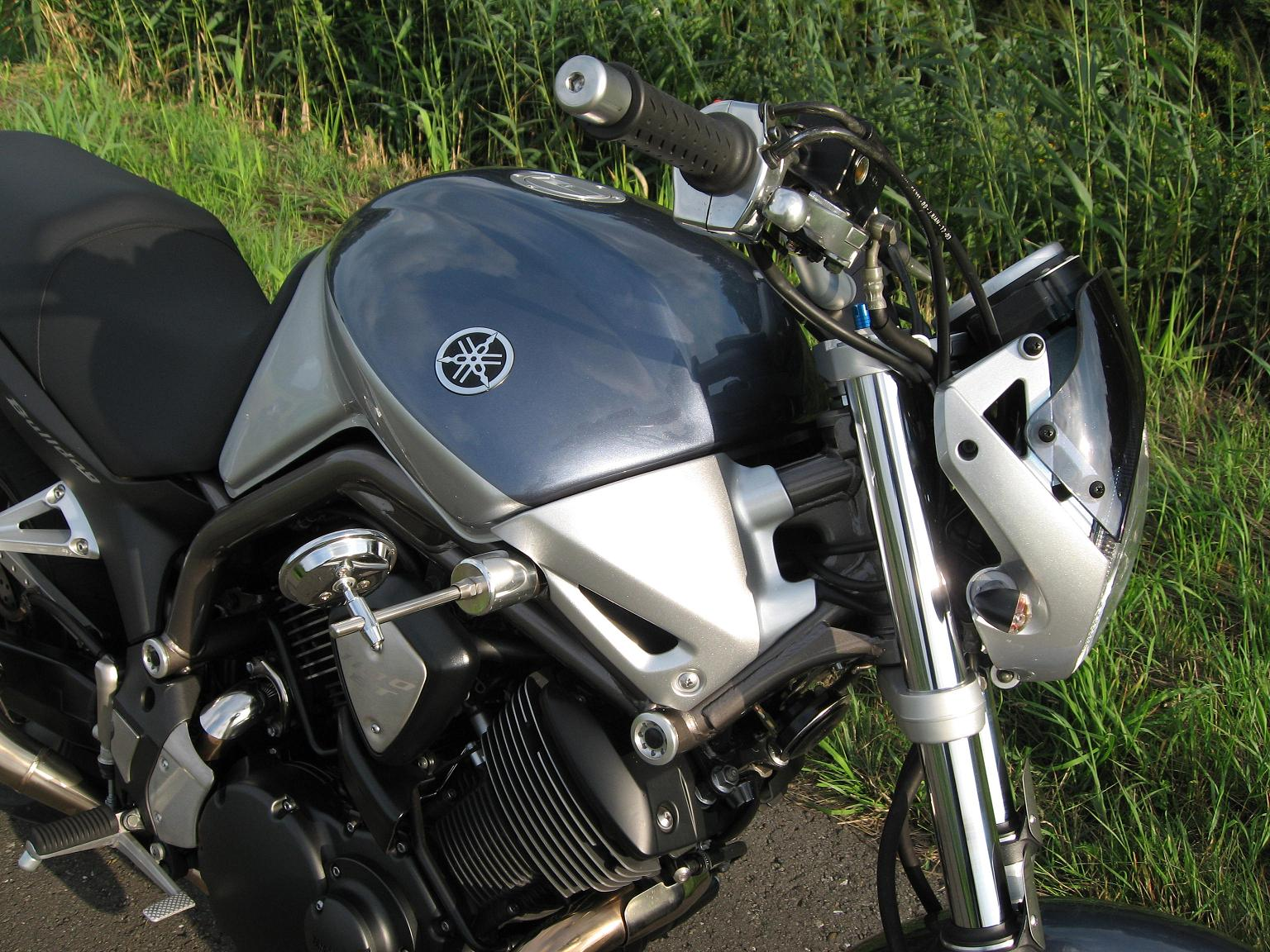
Detail